# Olympische Jugend-Sommerspiele 2018/Teilnehmer (Seychellen)
| Gelbes Symbol für Goldmedaillen mit stilisierten Olympischen Ringen | Graues Symbol für Silbermedaillen mit stilisierten Olympischen Ringen | Braundes Symbol für Bronzemedaillen mit stilisierten Olympischen Ringen |
| ------------------------------------------------------------------- | --------------------------------------------------------------------- | ----------------------------------------------------------------------- |
| —                                                                   | —                                                                     | —                                                                       |

Die Jugend-Olympiamannschaft der Seychellen für die III. Olympischen Jugend-Sommerspiele vom 6. bis 18. Oktober 2018 in Buenos Aires (Argentinien) bestand aus drei Athleten.

## Athleten nach Sportarten

### Leichtathletik
Mädchen
- Tessy Bristol
200 m: 22. Platz

### Schwimmen
| Mädchen - Aaliyah Palestrini 100 m Freistil: 43. Platz 50 m Rücken: 33. Platz | Jungen - Samuele Rossi 50 m Brust: 25. Platz 100 m Brust: 30. Platz |